# 獐毛属
獐毛属（学名：Aeluropus）是禾本科下的一个属，为多年生、分枝、矮小草本植物。该属共有5种，分布于地中海区至印度和中国。